# Hornhausen
Hornhausen è una frazione della città tedesca di Oschersleben, nella Sassonia-Anhalt.

Conta (2006) 1 711 abitanti.

## Storia
Hornhausen fu nominata per la prima volta nel 1072.

Costituì un comune autonomo fino al 1º luglio 2009.